# دومبوکولا
دومبوکولا (به لاتین: Dumbukola) یک منطقهٔ مسکونی در سری‌لانکا است که در استان مرکزی (سری‌لانکا) واقع شده‌است.